# Тріумф волі
«Тріумф волі» (нім. Triumph des Willens) — німецький фільм 1935 року, режисеркою якого була Лені Ріфеншталь. У фільмі висвітлено перебіг партійного з'їзду НСДАП 1934 року в Нюрнберзі, в якому взяло участь понад 700 000 прибічників нацистів. Фільм містить витяги з виступів різних нацистських лідерів на з'їзді, зокрема фрагменти виступів Адольфа Гітлера, Рудольфа Гесса, і Юліуса Штрайхера, на які накладено кадри вишколених бійців СА та СС. Гітлер наказав зняти цей фільм і при його створенні став неофіційним виконавчим продюсером, його ім'я з'являється в початкових титрах. Головною темою фільму є повернення Німеччини як великої держави, з Гітлером на чолі, який принесе нації славу. Оскільки фільм знято після Ночі довгих ножів, багато провідних членів СА у фільмі відсутні, оскільки були страчені в 1934. В попередньому фільмі Ріфеншталь «Перемога віри» (нім. Der Sieg des Glaubens) Гітлер знятий разом з Ернстом Ремом на з'їзді партії в 1933, однак потім всі копії фільму були знищені. Тим не менш, одна копія збереглася у Великій Британії, і тепер доступна в інтернет-архіві.
Тріумф волі випущений в 1935 і став яскравим прикладом пропаганди в історії кіно. Методи Ріфеншталь, такі як переміщення камери, використання лінз з великим фокусом для створення викривленої перспективи, аерозйомка та революційний підхід до використання музики і кінематографії зробили Тріумф волі одним з найвидатніших фільмів в історії. Ріфеншталь отримала кілька нагород, не лише в Німеччині, але і в США, Франції, Швеції та інших країнах. Фільм був популярний в Третьому рейху, і досі продовжує впливати на художні та документальні фільми. Однак, фільм заборонений до показу в Німеччині через підтримку націонал-соціалізму та численні зображення свастики.
Припускають, що серія фільмів Френка Капри «За що ми б'ємося» були створені під безпосереднім впливом і як відповідь США на Тріумф волі.